# Хансен, Арон
А́рон Ра́йнерт Ха́нсен (фар. Aron Reinert Hansen; род. 4 октября 2004 года в Тофтире, Фарерские острова) — фарерский футболист, игрок клуба «Б68».

## Карьера
Арон является воспитанником тофтирского «Б68». Он начинал как левый полузащитник, однако к моменту выступлений за команду до 14 лет также освоил позицию левого защитника. В 2021 году игрока стали привлекать к тренировкам и матчам взрослого состава тофтирцев. Арон дебютировал за «Б68» 18 апреля в матче кубка Фарерских островов против клуба «ЭБ/Стреймур», выйдя на замену вместо Якупа Хёйгора на 63-й минуте. Игрок регулярно присутствовал в заявке на матчи тофтирского коллектива начиная с первого тура чемпионата Фарерских островов, однако свою первую игру на этом турнире он провёл лишь 29 июня, целиком отыграв встречу со столичным «ХБ». Суммарно в дебютном сезоне на взрослом уровне Арон сыграл в 2 матчах первенства архипелага. В 2022 году он ни разу не появился на поле в составе «Б68».

## Статистика выступлений
| Выступление      | Выступление      | Выступление      | Лига | Лига | Кубки | Кубки | Еврокубки | Еврокубки | Прочие | Прочие | Итого | Итого |
| Клуб             | Лига             | Сезон            | Игры | Голы | Игры  | Голы  | Игры      | Голы      | Игры   | Голы   | Игры  | Голы  |
| ---------------- | ---------------- | ---------------- | ---- | ---- | ----- | ----- | --------- | --------- | ------ | ------ | ----- | ----- |
| Б68              | Премьер-лига     | 2021             | 2    | 0    | 1     | 0     | 0         | 0         | 0      | 0      | 3     | 0     |
| Б68              | Премьер-лига     | 2023             | 2    | 0    | 0     | 0     | 0         | 0         | 0      | 0      | 2     | 0     |
| Б68              | Итого            | Итого            | 4    | 0    | 1     | 0     | 0         | 0         | 0      | 0      | 5     | 0     |
| Всего за карьеру | Всего за карьеру | Всего за карьеру | 4    | 0    | 1     | 0     | 0         | 0         | 0      | 0      | 5     | 0     |